# Olenecamptus australis
Olenecamptus australis är en skalbaggsart som beskrevs av Dillon 1948. Olenecamptus australis ingår i släktet Olenecamptus och familjen långhorningar.
Artens utbredningsområde är:
- Malawi.
- Zimbabwe.

Inga underarter finns listade i Catalogue of Life.